# TT225
La tombe thébaine TT 225 est située à Cheikh Abd el-Gournah, dans la nécropole thébaine, sur la rive ouest du Nil, face à Louxor en Égypte.
C'est peut-être la sépulture d'Amenemhat (Jmn-m-hȝ.t), premier prophète d'Hathor. Elle date du règne de Thoutmôsis III (XVIIIe dynastie).